# Liste der Baudenkmäler in Thüngen
Auf dieser Seite sind die Baudenkmäler in dem unterfränkischen Markt Thüngen zusammengestellt. Diese Tabelle ist eine Teilliste der Liste der Baudenkmäler in Bayern. Grundlage ist die Bayerische Denkmalliste, die auf Basis des Bayerischen Denkmalschutzgesetzes vom 1. Oktober 1973 erstmals erstellt wurde und seither durch das Bayerische Landesamt für Denkmalpflege geführt wird. Die folgenden Angaben ersetzen nicht die rechtsverbindliche Auskunft der Denkmalschutzbehörde.
 Diese Liste gibt den Fortschreibungsstand vom 16. April 2020 wieder und enthält sechzehn Baudenkmäler.

## Baudenkmäler
| Lage                      | Objekt                                                                             | Beschreibung | Akten-Nr.               | Bild                           |
| ------------------------- | ---------------------------------------------------------------------------------- | --- | ----------------------- | ------------------------------ |
| Altdorf (Standort)        | Friedhof, Friedhofskapelle                                                         | Kleiner Satteldachbau mit Treppengiebeln, Rundapsis und Säulenportal, unverputztes Hausteinmauerwerk mit Sandsteingliederungen, neuromanisch, zweite Hälfte 19. Jahrhundert; mit Grabsteinen des 17. und 18. Jahrhunderts                                                                    | D-6-77-189-4            | weitere Bilder                 |
| Altdorf (Standort)        | Friedhof, Friedhofsmauer                                                           | Bruchsteinmauerwerk mit Pfeilerportal und Gittertor. | D-6-77-189-4 zugehörig  | BW                             |
| Bauerngasse 2 (Standort)  | Gartenpforte                                                                       | Geohrte Sandsteinrahmung mit Wappenschlussstein, barock, bezeichnet mit „1736“ | D-6-77-189-1            | Gartenpforte                   |
| Bauerngasse 7 (Standort)  | Wohnhaus                                                                           | Zweigeschossiger traufständiger Halbwalmdachbau mit rundbogiger Durchfahrt, verputztes Fachwerk im Obergeschoss teilweise erneuert, erste Hälfte 19. Jahrhundert | D-6-77-189-2            | Wohnhaus                       |
| Bauerngasse 9 (Standort)  | Wohnhaus                                                                           | Eingeschossiger giebelständiger Satteldachbau mit Zierfachwerkgiebel, bezeichnet wohl mit „1710“ | D-6-77-189-3            | Wohnhaus                       |
| Blauer Turm (Standort)    | Ruine eines Wartturms                                                              | Quadratisches Mauergeviert der Grundmauern, Bruchsteinmauerwerk mit Putzresten, um 1400 | D-6-77-189-18           | weitere Bilder                 |
| Hauptstraße 3 (Standort)  | Schloss, sogenanntes Burgsinnschloß                                                | Freistehender dreigeschossiger Satteldachbau mit Treppengiebeln und Zierfachwerkobergeschoss sowie seitlichem Treppenturm mit Spitzhelm, Spätgotik/Frührenaissance, bezeichnet mit „1536“.                                                                                                   | D-6-77-189-5            | weitere Bilder                 |
| Hauptstraße 3 (Standort)  | Einfriedungsmauer                                                                  | Bruchstein mit Sandsteinelementen, im Hofbereich mit profiliertem Rundbogentor und Pforte sowie Wappenrelief mit Inschriftkartusche, erste Hälfte 16. Jahrhundert, im Bereich des ehemaligen Schlossgartens mit Rundturm, 16./17. Jahrhundert und jüngeren Pfeilertoren 18./19. Jahrhundert. | D-6-77-189-5 zugehörig  | BW                             |
| Hauptstraße 1 (Standort)  | Relief der Dornenkrönung                                                           | Sandstein, 1547 | D-6-77-189-5 zugehörig  | BW                             |
| Hauptstraße 4 (Standort)  | Ehemaliges Gasthaus Schwarzer Adler                                                | Freistehender zweigeschossiger Halbwalmdachbau mit Fachwerkobergeschoss, verputztes Erdgeschoss mit geohrten Sandsteinrahmungen, 18. Jahrhundert. | D-6-77-189-6            | weitere Bilder                 |
| Hauptstraße 9 (Standort)  | Evangelisch-lutherische Pfarrkirche St. Georg                                      | Saalkirche mit eingezogenem Dreiseitchor und Satteldach, Chorflankenturm mit Spitzhelm, Putzmauerwerk mit Sandsteingliederungen, nachgotisch, 17. Jahrhundert, barocker Ausbau im 18. Jahrhundert; mit Ausstattung.                                                                          | D-6-77-189-7            | weitere Bilder                 |
| Hauptstraße 28 (Standort) | Pfarrhof, ehemaliges Pfarrhaus                                                     | Zweigeschossiger Halbwalmdachbau in Ecklage, 19. Jahrhundert. | D-6-77-189-8            | Pfarrhof, ehemaliges Pfarrhaus |
| Hauptstraße 28 (Standort) | Pfarrhof, zugehörige Hofmauer mit rundbogigem Hoftor und Fußgängerpforte           | | D-6-77-189-8 zugehörig  | BW                             |
| Mittelgasse 8 (Standort)  | Wohnhaus                                                                           | Eingeschossiger giebelständiger Satteldachbau mit Fachwerkgiebel, 18. Jahrhundert. | D-6-77-189-9            | Wohnhaus                       |
| Mittelgasse 8 (Standort)  | Ehemalige Hofmauer mit rundbogigem Hoftor und Fußgängerpforte mit geohrter Rahmung | Barock, 18. Jahrhundert. | D-6-77-189-9 zugehörig  | BW                             |
| Obergasse 16 (Standort)   | Wohnhaus                                                                           | Eingeschossiges giebelständiges Fachwerkhaus, 18./19. Jahrhundert. | D-6-77-189-10           | Wohnhaus                       |
| Obergasse 16 (Standort)   | Hofmauer mit Tor und rundbogiger Pforte                                            | Bezeichnet mit „1709“. | D-6-77-189-10 zugehörig | BW                             |
| Obergasse 18 (Standort)   | Türrahmung                                                                         | Bezeichnet mit „17.4“. | D-6-77-189-11           | BW                             |
| Planplatz (Standort)      | Gefallenendenkmal für die Toten des Ersten Weltkriegs                              | Sockel und Obelisk mit Inschriften und Reliefs, Kalkstein, bezeichnet mit „1921“. | D-6-77-189-17           | weitere Bilder                 |

Schloss der Freiherren von Thüngen
- Wohnbau, östlich das sogenannte Spitalschloss (Lage), unregelmäßige Dreiflügelanlage mit Anbauten, dreigeschossiger Satteldachbau mit Treppengiebeln und Ecktürmen mit Zinnenkranz, neugotisch, 2. Hälfte 19. Jahrhundert; westlich ein dreigeschossiger Mansardwalmdachbau (sog. Burgschloss) mit Kapelle und Erker, Renaissance, bez. 1579, Umbau 18. Jahrhundert.
- Wohnturm, sogenannter Alter Stock (Lage), viergeschossiger Walmdachbau mit Aborterkern, mittelalterlich, südlich des Spitalschlosses
- Ringmauer (Lage), in Form eines abgerundeten Rechtecks mit Resten von Halbrundtürmen und Torbau, davor liegender Graben mit Bogenbrücke, mittelalterlich, Veränderungen neuzeitlich
- Einfriedung (Lage), umlaufende Mauer teilweise mit historisierendem Zinnenkranz, neuzeitlich
- Schoßökonomie (Lage), zweigeschossiger Satteldachbau mit Aufzug im First, 18./19. Jahrhundert
- Nebengebäude, eingeschossiger Walmdachbau über Hanggeschoss, 19. Jahrhundert.
- Gartenpavillon (Lage), eingeschossiger Mansardwalmdachbau mit Sandsteinrahmungen über Hanggeschoss, barock, 1741
- Schloßgarten (Lage), ummauerter Terrassengarten mit mehrläufigen Treppen und Sandsteinbalustraden, barock, um 1741

Aktennummer: D-6-77-189-13.

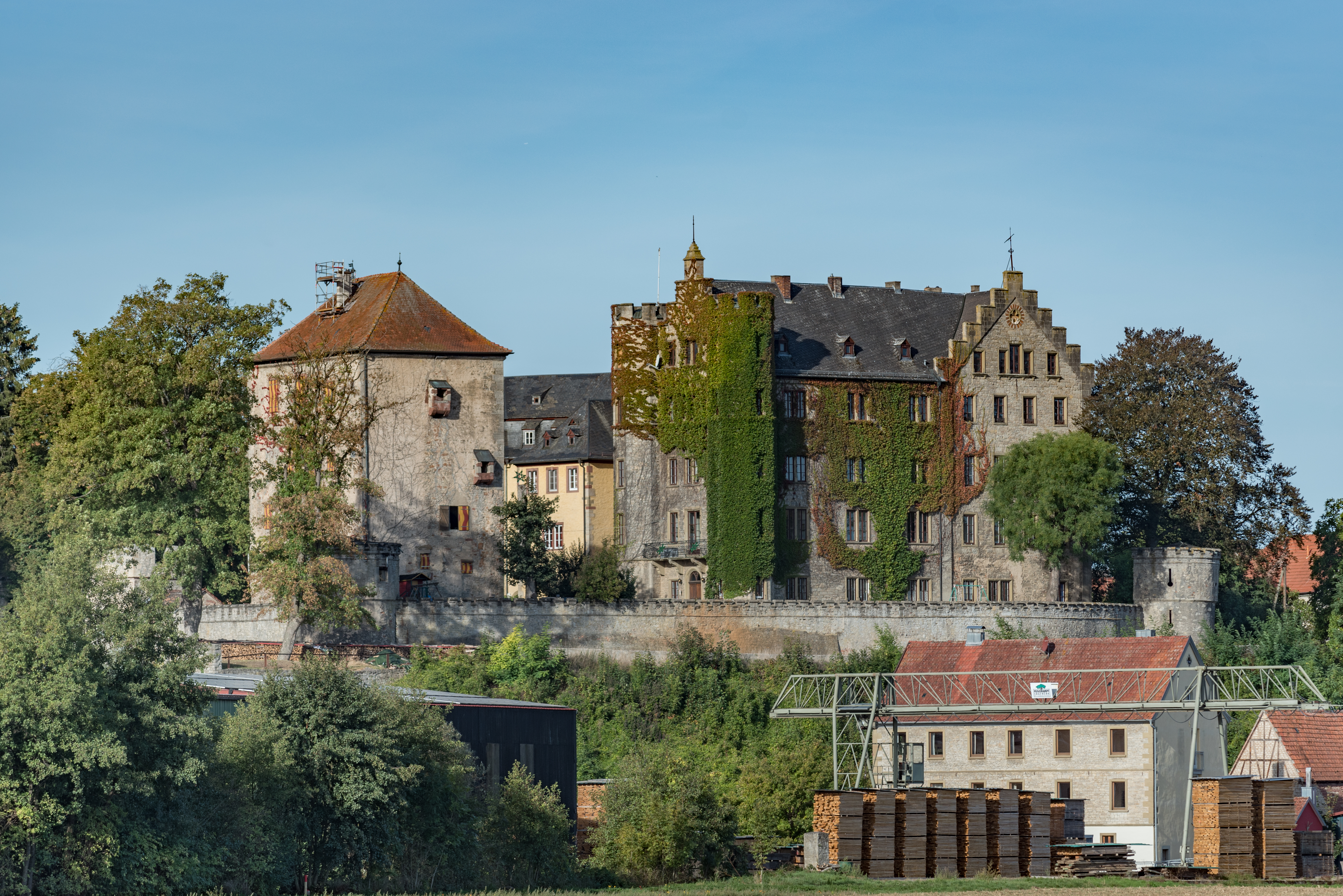
Schlossanlage von Osten weitere Bilder
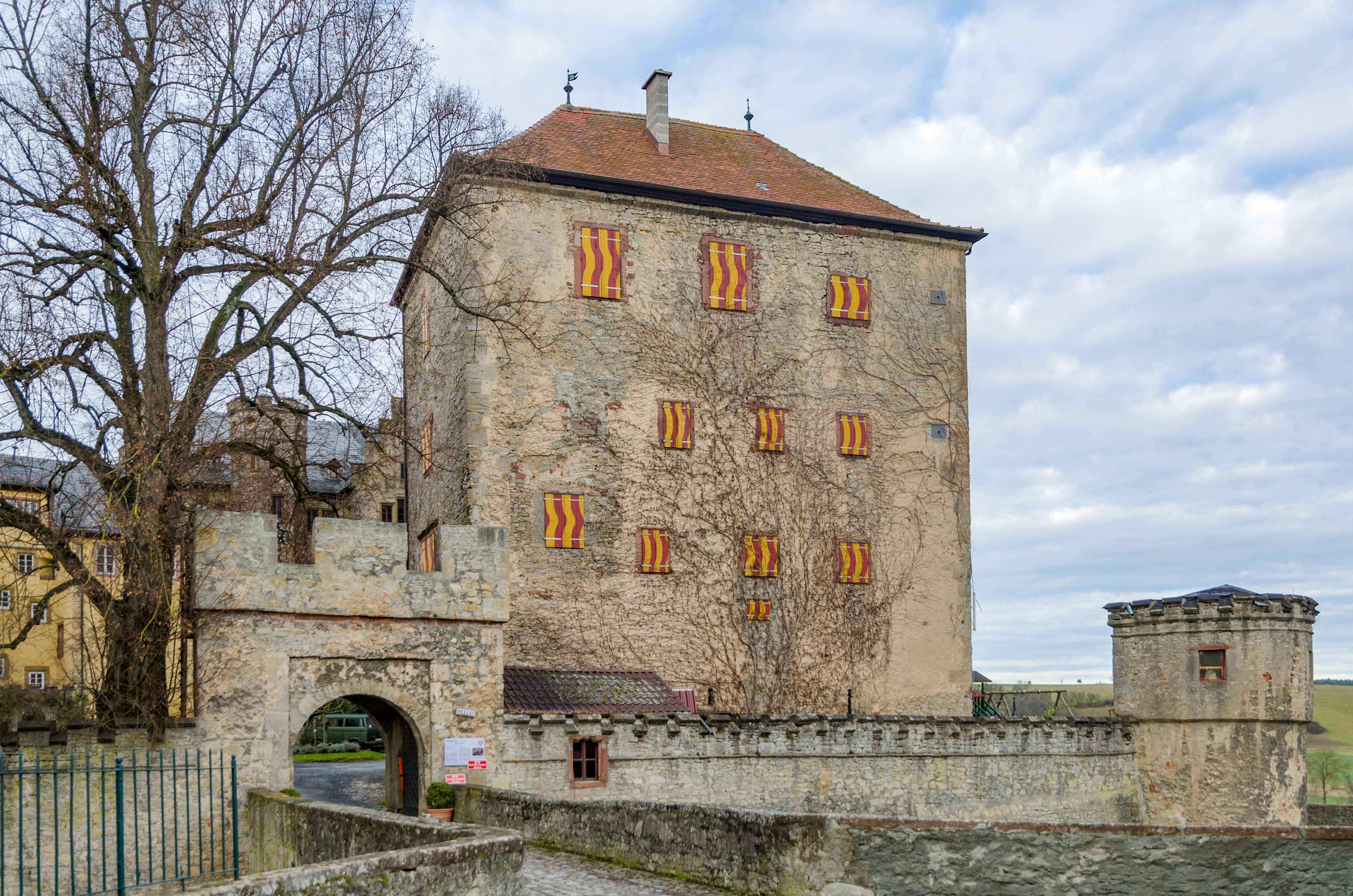
Alter Stock von Süden weitere Bilder
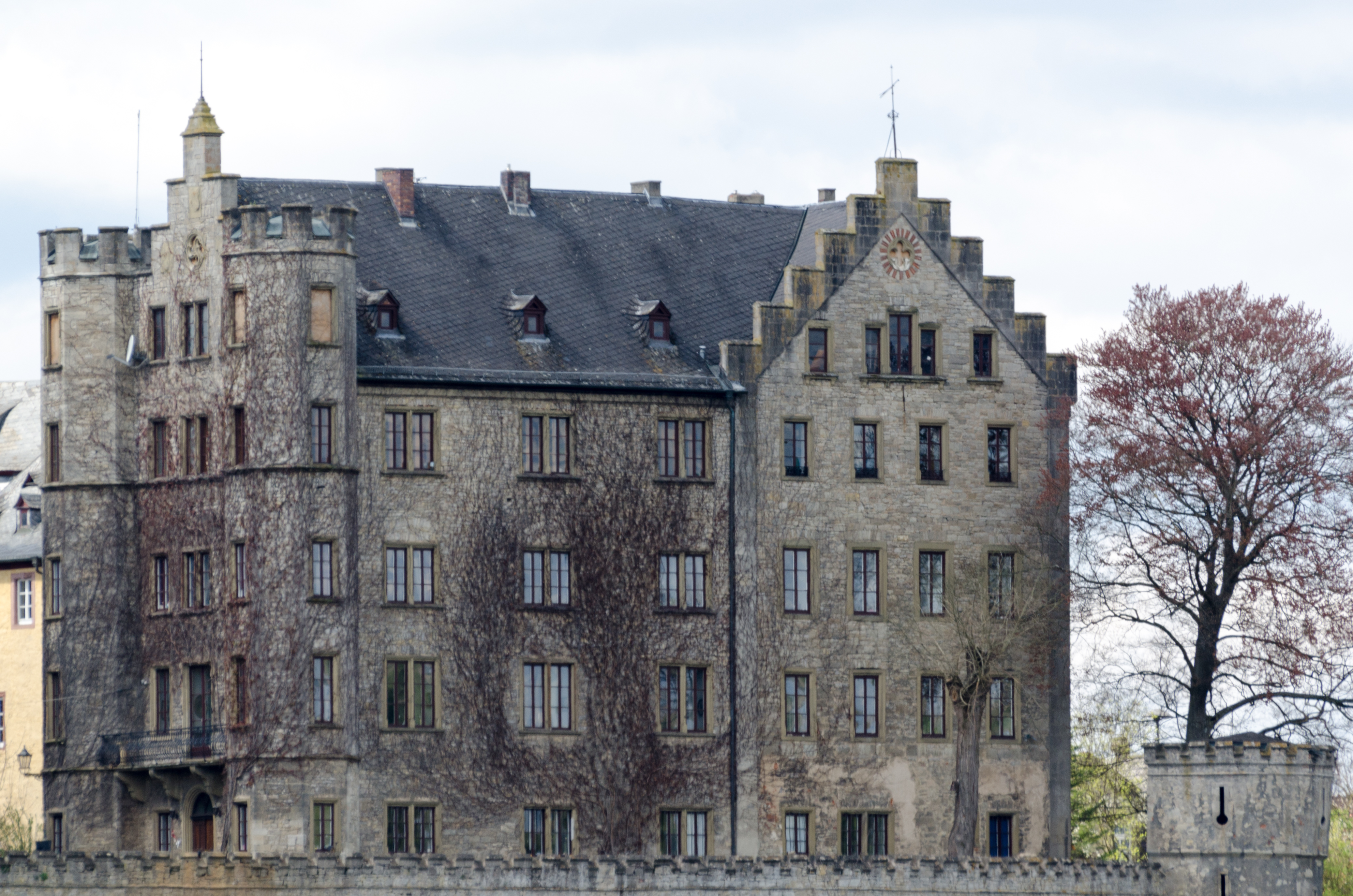
Spitalschloss von Osten weitere Bilder
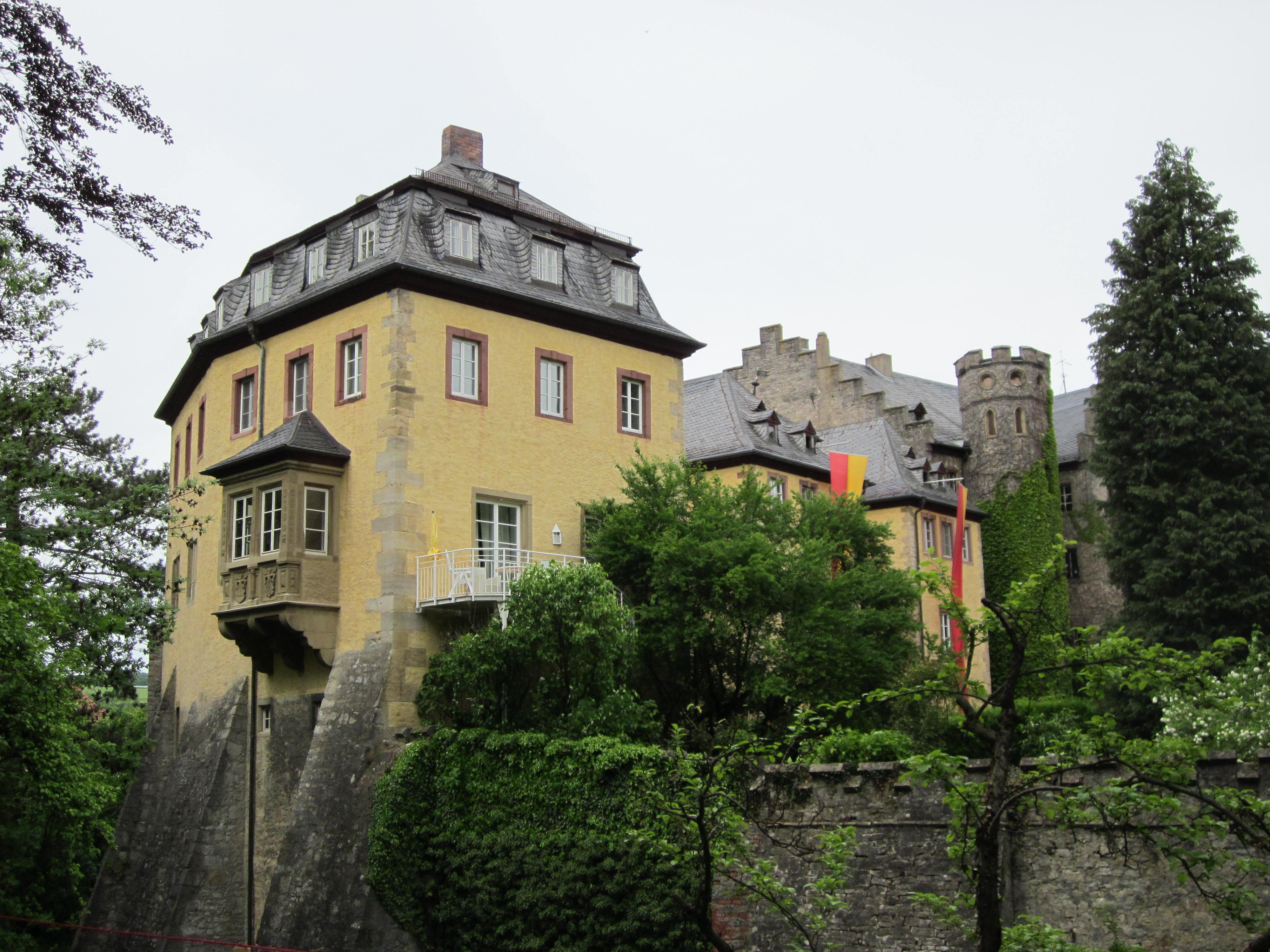
Burgschloss von Südwesten weitere Bilder
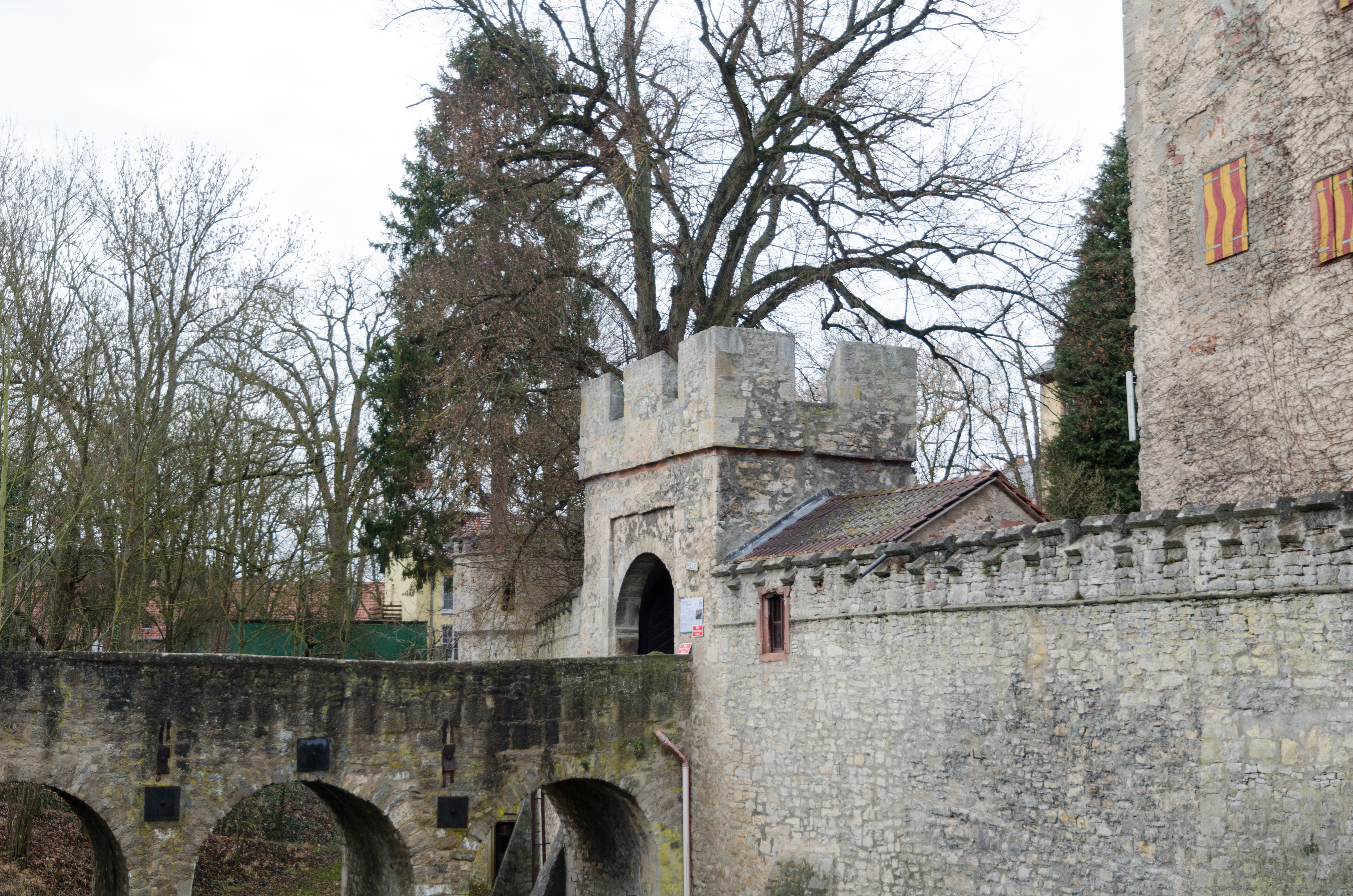
Ringmauer mit Brücke weitere Bilder
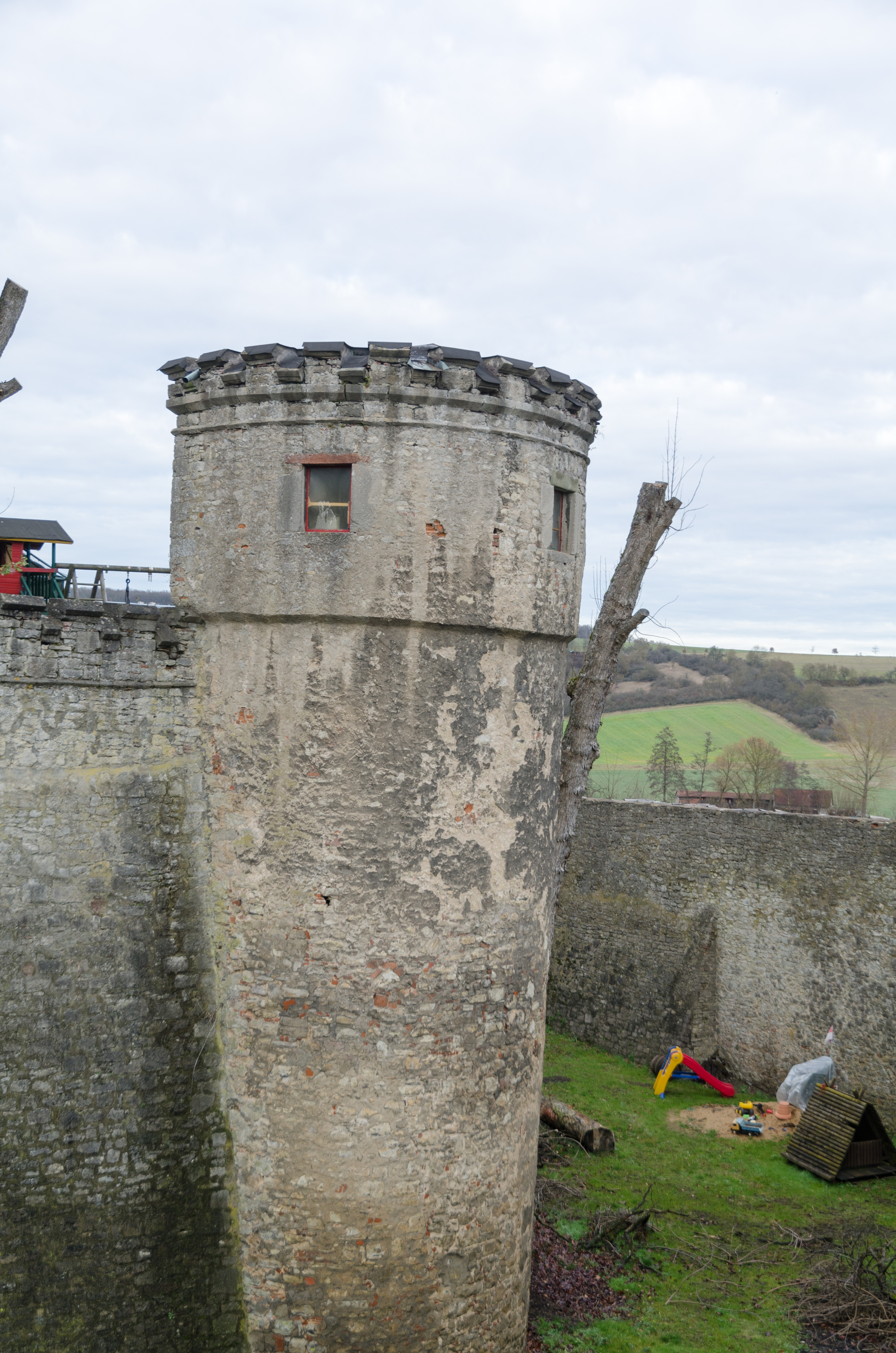
Einfriedung mit Zinnenkranz weitere Bilder
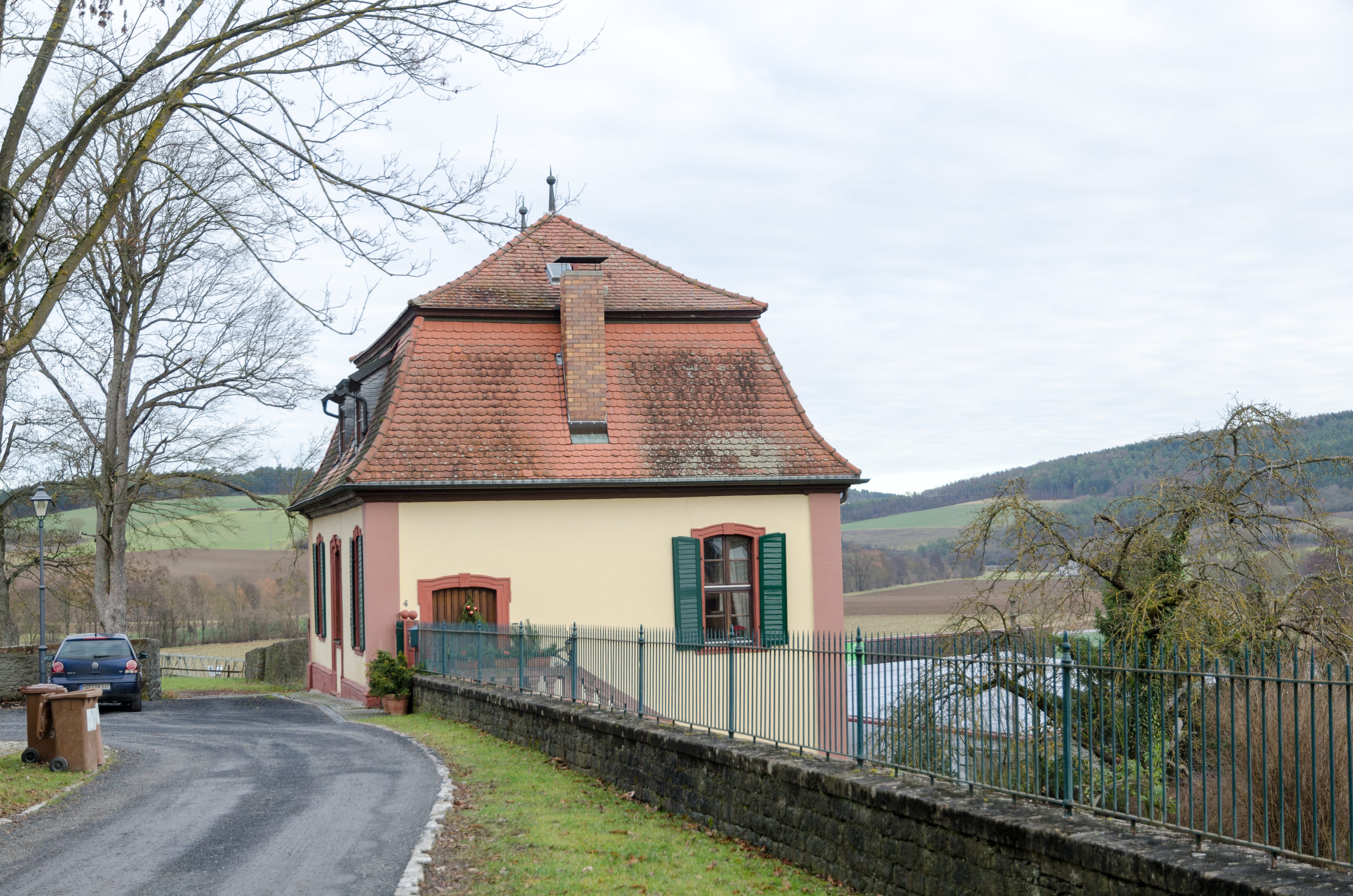
Gartenpavillon weitere Bilder
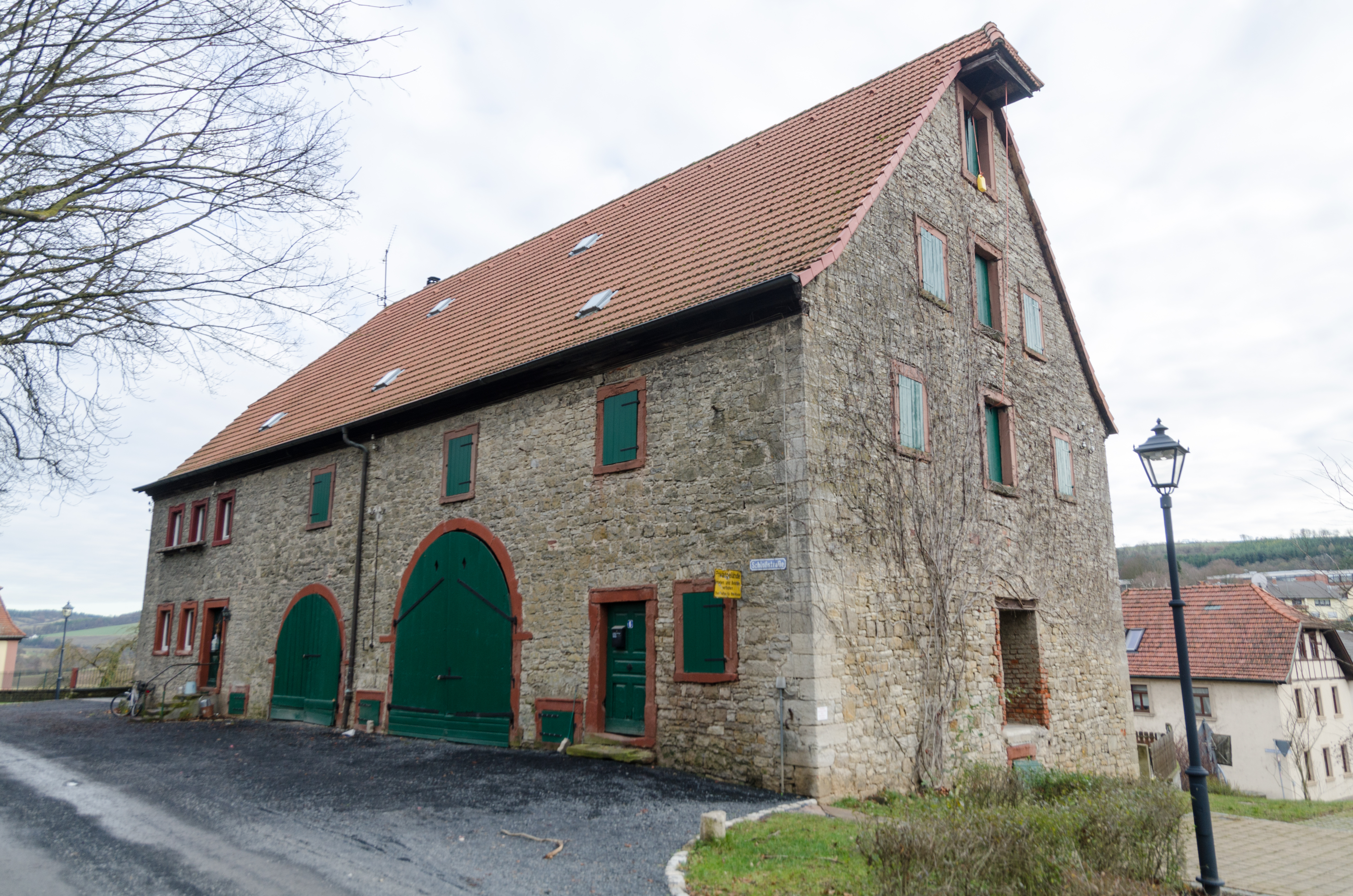
Schlossökonomie weitere Bilder

| Lage                     | Objekt   | Beschreibung                                                                                        | Akten-Nr.     | Bild |
| ------------------------ | -------- | --------------------------------------------------------------------------------------------------- | ------------- | ---- |
| Untergasse 1 (Standort)  | Wohnhaus | Eingeschossiger giebelständiger Satteldachbau mit Zierfachwerkgiebel, erste Hälfte 19. Jahrhundert. | D-6-77-189-15 | BW   |
| Untergasse 10 (Standort) | Wohnhaus | Zweigeschossiges Halbwalmdachhaus mit Fachwerkobergeschoss in Ecklage, frühes 19. Jahrhundert.      | D-6-77-189-16 | BW   |